# Бесса, Эбер
Эбер Бесса (порт. Éber Bessa; полное имя — Эбер Энрике Феррейра Бесса, порт. Éber Henrique Ferreira Bessa); родился 21 марта 1992, Белу-Оризонти, Бразилия) — бразильский футболист, полузащитник индонезийского клуба «Персита Тангеранг».

## Карьера
Нене начал в юношеской команде «Крузейро» из города Белу-Оризонти, а затем играл сыграл один матч за основную команду. Побывав в аренде в нескольких клубах, в 2014 году, Бесса перешёл в португальский «Маритиму», за который играет и поныне.